# Asturias (escultura)
L'escultura urbana coneguda pel nom Asturias, ubicada al carrer Uría, enfront l'estació conjunta Renfe-Feve, a la ciutat d'Oviedo, Principat d'Astúries, Espanya, és una de les més d'un centenar que adornen els carrers de l'esmentada ciutat espanyola.
El paisatge urbà d'aquesta ciutat, es veu adornat per obres escultòriques, generalment monuments commemoratius dedicats a personatges d'especial rellevància en un primer moment, i més purament artístiques des de finals del segle xx.
L'escultura, feta de carbó i acer, és obra de José Noja Ortega, i està datada 1991.
La companyia ferroviària Renfe va encarregar el 1991 a l'escultor José Noja una obra que permetés adornar l'estació ferroviària d'Oviedo.
L'obra, de grans dimensions, tracta de ser un homenatge al Principat d'Astúries, per la qual cosa s'utilitza en ella elements característics de l'activitat industrial asturiana, com és el carbó.